# Saint-Laurent-des-Bois (Loir-et-Cher)
Saint-Laurent-des-Bois is een gemeente in het Franse departement Loir-et-Cher (regio Centre-Val de Loire) en telt 250 inwoners (2005). De plaats maakt deel uit van het arrondissement Blois.

## Geografie
De oppervlakte van Saint-Laurent-des-Bois bedraagt 19,0 km², de bevolkingsdichtheid is 13,2 inwoners per km².
De onderstaande kaart toont de ligging van Saint-Laurent-des-Bois (Loir-et-Cher) met de belangrijkste infrastructuur en aangrenzende gemeenten.

## Demografie
Onderstaande figuur toont het verloop van het inwonertal (bron: INSEE-tellingen).